# Secrets all told
Secrets all told is het enige muziekalbum dat uitgebracht is door No Grey Faith. No Grey Faith was een gelegenheidsformatie van enkele musici, die een eerbetoon wilden geven aan folkzangeres Sandy Denny, toen al 22 jaar dood. Het album is opgenomen in de Rich Sound Studio in Broomall (Pennsylvania) gedurende de maanden februari tot en met juni 2000.

## Musici
- Iain Matthews – zang, gitaar
- Lindsay Gilmour – zang, fluitjes
- Jim Fogarty – gitaar, mandoline, dobro, accordeon, loops
- Walt Rich – basgitaar

met
- Roger Cox – slagwerk
- Jack McTammey – achtergrondzang
- Ted the fiddler – fiddle

## Muziek
Alle van Sandy Denny

| Nr. | Titel                    | Duur |
| --- | ------------------------ | ---- |
| 1.  | Intro                    |      |
| 2.  | Rising for the moon      |      |
| 3.  | One way donkey ride      |      |
| 4.  | Bushes and briars        |      |
| 5.  | By the time it gets dark |      |
| 6.  | It’ll take a long time   |      |
| 7.  | Winter winds             |      |
| 8.  | Interlude                |      |
| 9.  | Listen, listen           |      |
| 10. | Solo                     |      |
| 11. | I’m a dreamer            |      |
| 12. | Autopsy                  |      |
| 13. | Reprise                  |      |
| 14. | The music weaver         |      |